# Ризька (станція метро, Велика кільцева лінія)
55°47′32″ пн. ш. 37°38′02″ сх. д. / 55.79222° пн. ш. 37.63389° сх. д.
«Ризька» (рос. Рижская) — проміжна станція Великої кільцевої лінії Московського метрополітену. 
Розташована на межі районів Мар'їна Роща (Пн-Сх. АО) та Міщанського (ЦАО). 
Відкрито 1 березня 2023 року у складі дистанції  «Електрозаводська» — «Савеловська» під час церемонії повного замикання Великої кільцевої лінії 

## Технічна характеристика
Конструкція станції — пілонна трисклепінна (глибина закладення —  63,5 м) із однією прямою острівною платформою.

## Колійний розвиток
Станція без колійного розвитку.

## Пересадки
- А: м2, м9, 33, 265, с510, 519, 539, с585, 714, 778, 903, т14, т18, т42, н9
- Ризька
- Ризька
- Ризька
- Ризька

## Оздоблення
Протягом кількох століть Ризька площа грала роль «в'їзних воріт до міста». 
Ідею "порталу в місто" архітектори поклали в основу дизайну станції. 
Основним архітектурним елементом, що виражає ідею «брами», стала арка, яка акцентує вхід у наземний павільйон і присутня як елемент, що повторюється, в дизайні платформної частини. 
В оздобленні стін використовується гладкий сірий бетон без зайвих декоративних елементів.
Лаконічний дизайн виглядає не нудно шляхом оздоблення підлоги мармуром яскравого відтінку та вбудованого освітлення підлоги.

## Послуги
| Попередня станція | Лінія | Лінія                 | Лінія | Наступна станція |
| ----------------- | ----- | --------------------- | ----- | ---------------- |
| Сокольники        |       | Велика кільцева лінія |       | Мар'їна Роща     |